# Autodrom Most
Das Autodrom Most ist eine permanente Motorsport-Rennstrecke in unmittelbarer Nähe der Stadt Most in Tschechien. Die Strecke liegt unterhalb des Burgbergs der Burg Hněvín in Most – ca. 3 km westlich des Stadtzentrums. Sie war bei ihrer Eröffnung 1983 die erste permanente Rennstreckenanlage in der Tschechoslowakei. Die bekannteste Veranstaltung dort ist der tschechische Truck Grand Prix.

## Geschichte

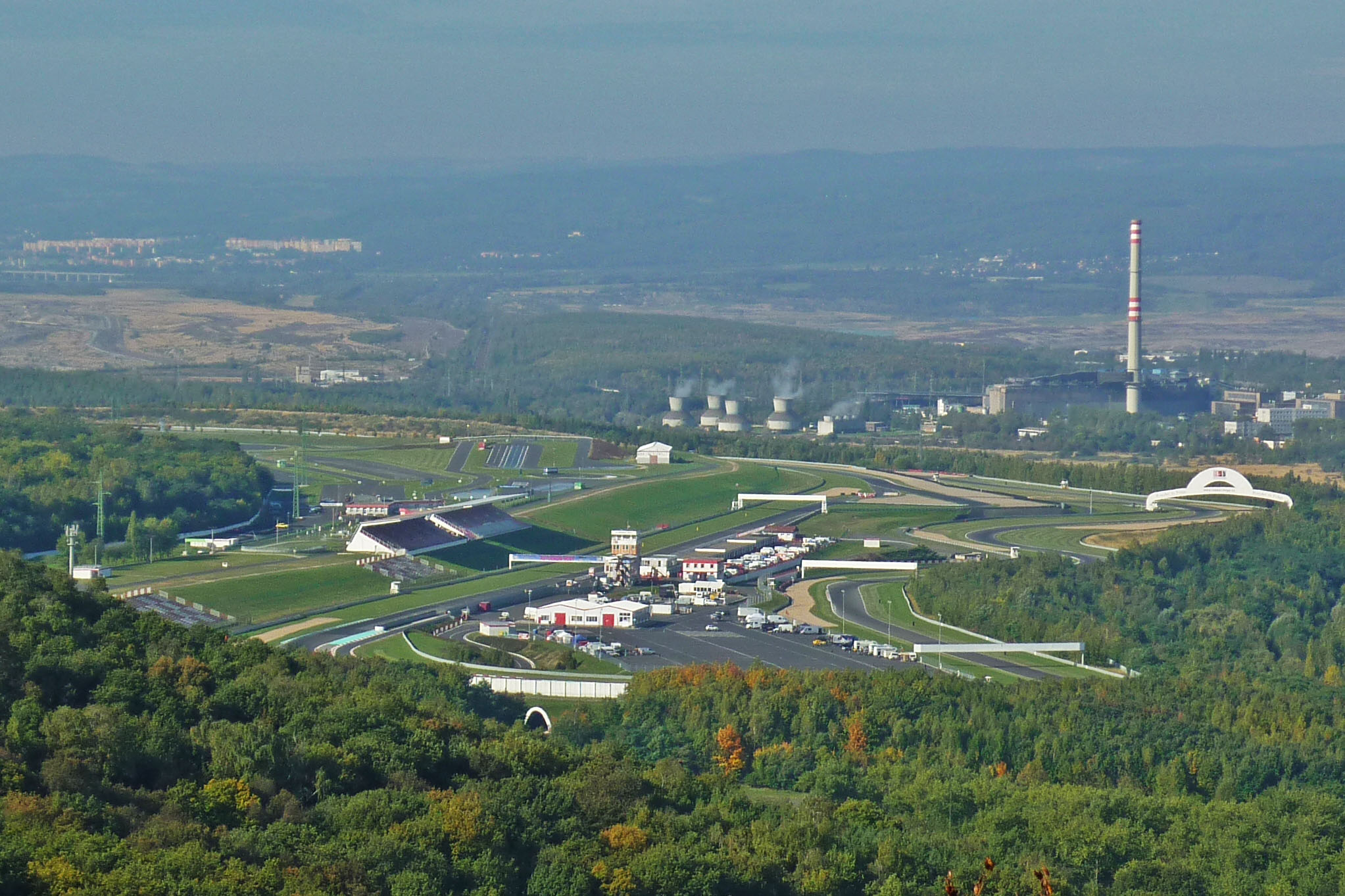
Blick von der Burg Hněvín auf die Rennstrecke

Schon seit 1947 wurden in Most auf wechselnden Straßenkursen Rennen veranstaltet, es fanden sogar internationale Rennen zur Interserie auf der Stadtautobahn statt. Die Eröffnung der permanenten Rennstrecke mit 11 Rechts- und 19 Linkskurven erfolgte 1983. Im Jahr 2005 wurde die Linksschikane nach Start/Ziel durch eine Rechts-/Links-Kurvenkombination ersetzt, wodurch die Durchschnittsgeschwindigkeit zurückging und die kaum benutzte kürzere Streckenvariante außer Betrieb genommen wurde. 2008 wurde der größte Teil der Strecke neu asphaltiert.

## Streckenbeschreibung
Die Streckenbreite beträgt 12–14 m. Sie wird im Uhrzeigersinn befahren und bietet 12 Rechts- und 9 Linkskurven.
Eine Homologation besteht von Seiten der FIM für bis zu 39 Motorräder. Die Lautstärke der einzelnen Maschinen an normalen Tagen (Testfahrten) darf 103 dB nicht überschreiten, was Rennmaschinen ausschließt. Lediglich bei offiziellen Rennen sind lautere Werte zugelassen.
Von der FIA war die Strecke bis zum 8. April 2020 mit einer FIA-Grad-2-Streckenlizenz homologiert. Diese Lizenz ist mittlerweile erloschen. Es werden auch Kartrennen durchgeführt.
Eine Boxengasse an der Strecke, Tankstelle und Restaurant gehören zur Infrastruktur vor Ort.

## Rekorde

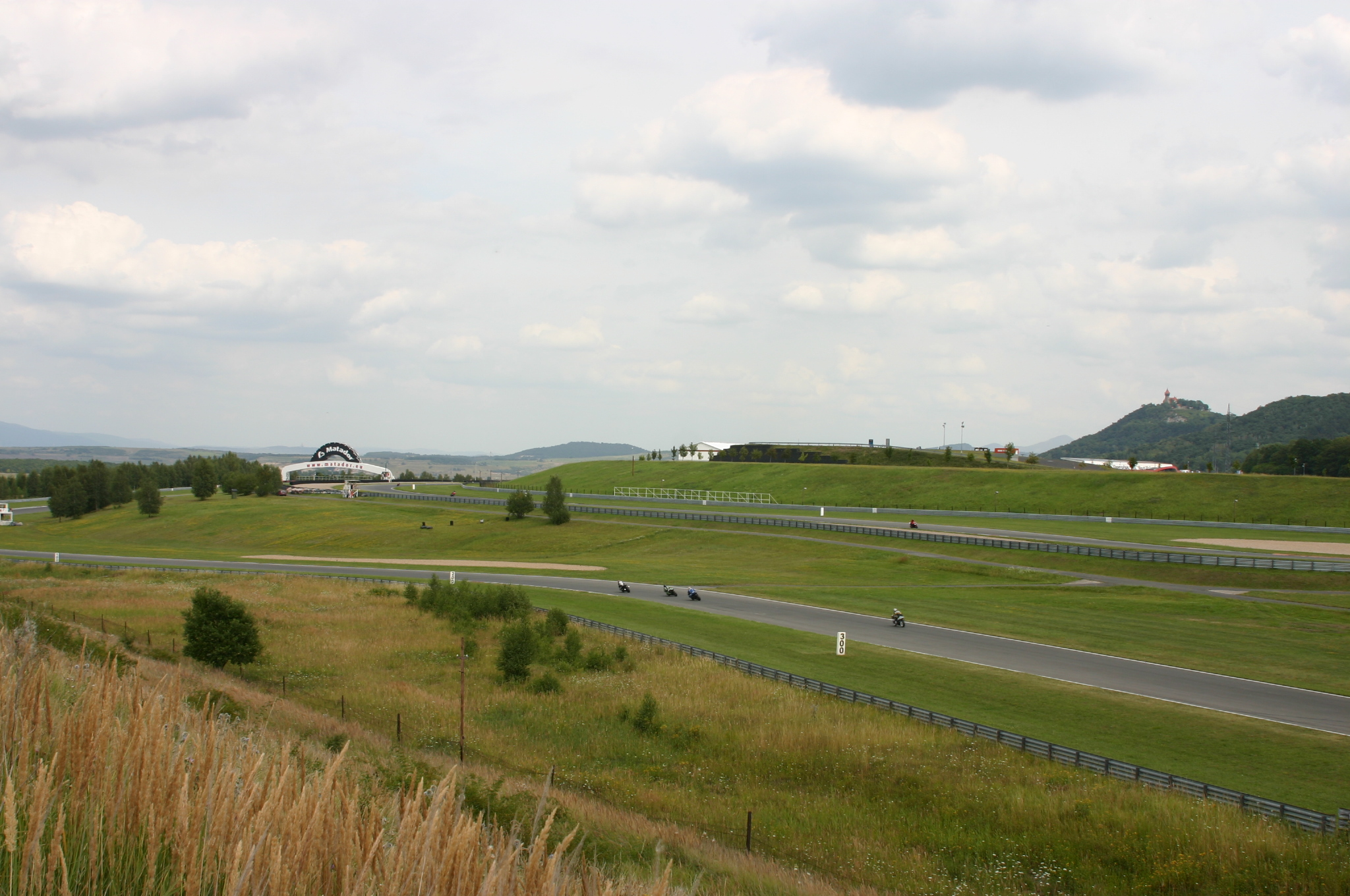
Autodrom Most

- Motorrad: 1 min 31,996 s (164,82 km/h, Jonathan Rea, Kawasaki ZX-10RR) 8. August 2021
- Auto: 1 min 22,981 s (Bernd Herndlhofer, Arrows A22) 29. August 2020
- Truck: 2 min 1,340 s (125,173 km/h, David Vršecký, Freightliner) 31. August 2009

## Weblinks

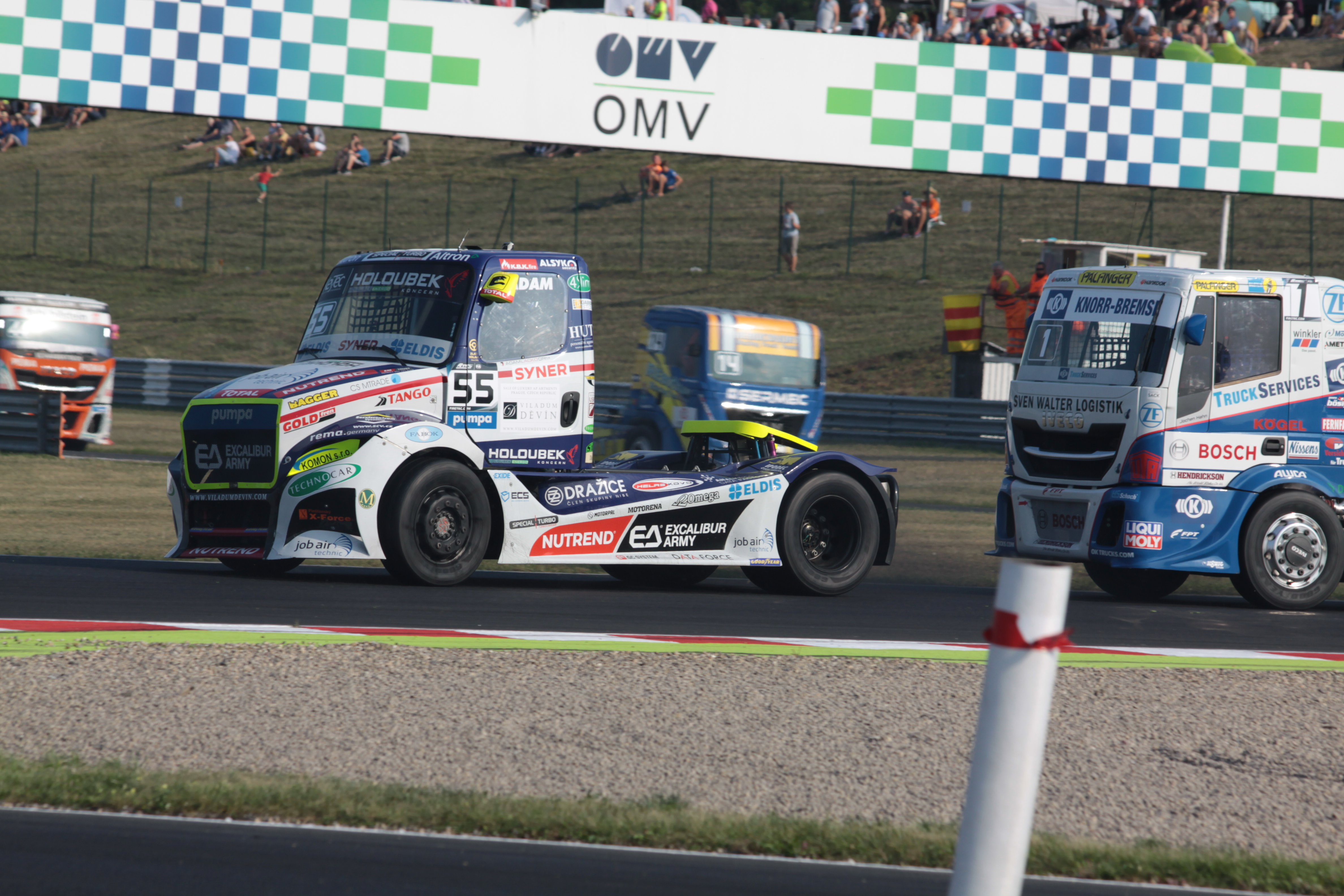
Truck GP in Most